# 沿溪乡
沿溪乡，是中华人民共和国湖南省怀化市溆浦县下辖的一个乡镇级行政单位。

## 行政区划
沿溪乡下辖以下地区：
旺坪村、青坡村、旺溪村、白玉村、油浪溪村、烂泥湾村、杨柳江村、荆竹山村、过江坡村、朱家园村、三渡水村、吉祥村、瓦庄村、金鸡垅村、雷打洞村和黄土坎村。